# Danse québécoise

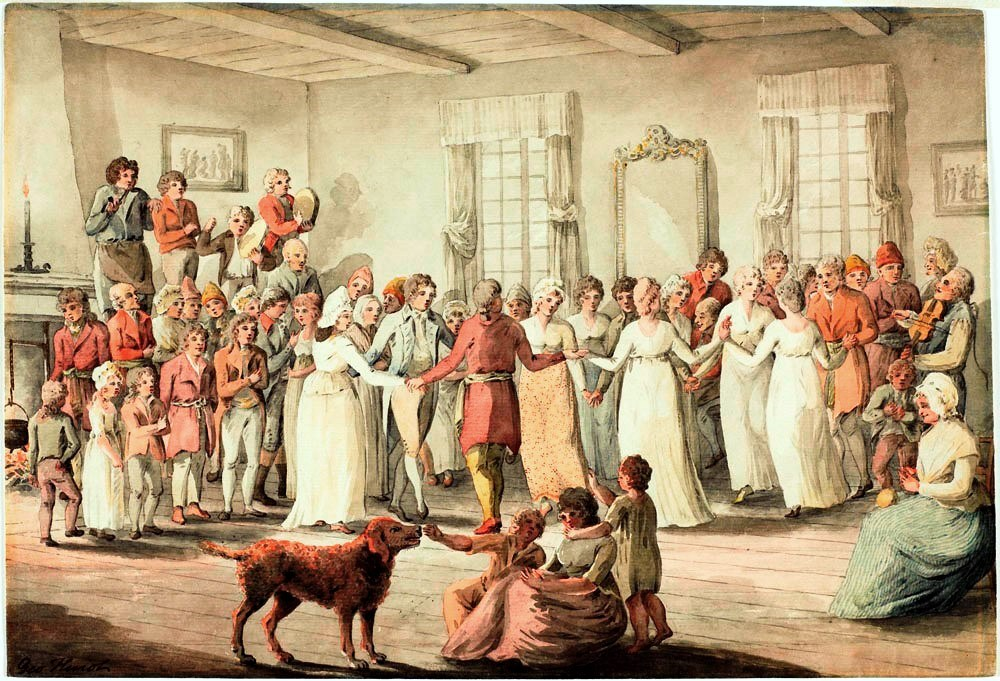
Un premier bal à Québec, 1801.

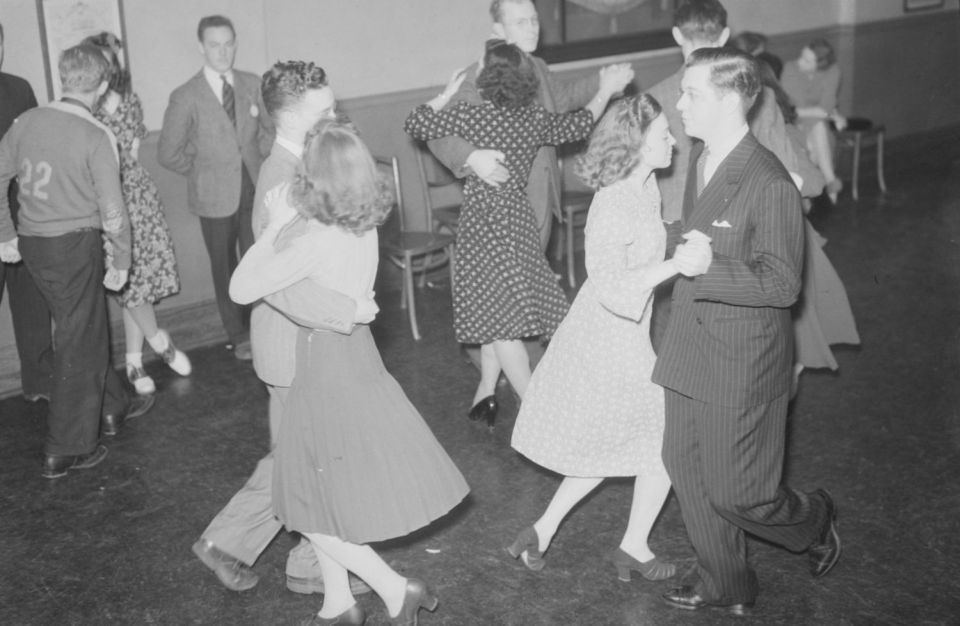
Salle de danse à Montréal en 1941.

La danse québécoise comprend plusieurs danses traditionnelles, en solo, en couple ou en groupe, le ballet classique ainsi que plusieurs danses contemporaines telles que le ballet-jazz et la danse expérimentale.

## Danse traditionnelle
Au XVIIIe siècle, les contredanses et les menuets étaient très populaires en Nouvelle-France. Le peu de sources manuscrites (moins d'une dizaine) au sujet de la danse sous le Régime français ne mentionnent que le menuet. Il serait cependant très étonnant que la contredanse n'eut été partie prenante des bals de l'époque, tant elle représentait le genre le plus pratiqué à l'époque en France. C'est Pierre de Sales Laterrière qui mentionne pour la première fois (vers 1776) la pratique de la contredanse au Québec : « ont encore les contre-danses françoises et les menuets ».  Les reels et les gigues irlandais et écossais sont introduits dans la colonie à la suite de la conquête anglaise de 1759 (et du Traité de Paris de 1763). Le quadrille s'installera au Québec après 1815. Il arrive principalement par l'intermédiaire de maîtres à danser formés en Angleterre (Mme West à Montréal, et les sœurs D'Aspinall à Québec, entre 1819 et 1822. C'est au cours du XIXe siècle que ces danses de salons (quadrilles principalement) se « folkloriseront » pour former une part de la tradition populaire. 
Les contredanses, souvent giguées, qui font partie du répertoire traditionnel québécois, sont issues des îles britanniques et ne sont donc pas directement liées aux contredanses françaises (sur plan carré) qui étaient pratiquées au XVIIIe siècle en Nouvelle-France. Les contredanses traditionnelles québécoises sont toujours dansées en colonnes (une ligne d'hommes en face d'une ligne de femmes) et comportent souvent des pas de gigue. Elles ne sont par ailleurs pas « progressives » dans le sens de duple minor ou triple minor (ou contredanse à quatre et contredanse à six) mais plutôt sur le mode de progression appelé « whole set », dans lequel le premier couple exécute l'ensemble des figures, puis se retrouve au bas de la danse, chacun des autres couples remontant d'une place.
Les set carrés (ou sets câllés/danses carrées/danses câllées) sont d'origine américaine et sont arrivées au Québec vers la fin du XIXe siècle pour les régions frontalières (sud du Québec) mais surtout dans la première moitié du XXe siècle pour l'ensemble du Québec. L'exode canadien-français vers la Nouvelle-Angleterre, principalement pour travailler dans les usines de textiles, a grandement collaboré à cette importation de la danse carrée et câllée.

Le cotillon québécois traditionnel diffère des premiers cotillons français (1706-1715), sa présence n'est pas attestée en Nouvelle-France et sa forme, ainsi que son refrain le plus fréquent, ne trouvent pas d'équivalent en France. La diversité des vagues d'immigration explique le caractère métissé de la danse traditonnelle québécoise:
"C’est avec l’arrivée des vagues d’immigration issues des îles Britanniques au 19e siècle que la gigue s’installe au Québec et prend progressivement la forme qu’on lui connait aujourd’hui. Il se produit un métissage des traditions anglaises (valse clog) irlandaises et écossaises (stepdancing, trebling) ainsi que françaises (rondes, cotillons, etc.). De ce mélange unique émerge la base des danses pratiquées tout autant au Québec qu’en Acadie"
Les danses folkloriques occuperont une place importante dans le tissu social pendant la colonisation et, par la suite, dans la culture populaire médiatique. Par exemple, l'émission Soirée canadienne, où sont présentées danses traditionnelles et chansons folkloriques, sera diffusée pendant 23 années consécutives, de 1960 à 1983. 
Plusieurs organismes sont voués à la transmission du patrimoine vivant, notamment par l'enseignement de la gigue québécoise (qui diffère de la gigue irlandaise) et autres danses traditionnelles qui sont à la fois transmises et renouvelées.

## Ballet classique
Les premiers studios de ballet classique voient le jour au Québec à partir de 1945. Ludmilla Chiriaeff fonde en 1952 à Montréal les Ballets Chiriaeff, qui deviendront les Grands Ballets canadiens en 1957, puis crée en 1966 l'Académie des Grands Ballets canadiens (aujourd'hui connue sous l'appellation d'École supérieure de ballet du Québec).
Plus récemment, en 1989, Christiane Bélanger a fondé l'école de danse Christiane Bélanger Danse dans la ville de Québec. Elle établit aussi la Compagnie Christiane Bélanger en 2001, qui deviendra le Ballet de Québec en 2005 et qui sera renommé, en 2019, le Ballet du Québec à la suite d'une augmentation de territoire. L'école fut rebaptisée, en 2013, École du Ballet de Québec, moment auquel elle a également débuté un programme privé collégial de ballet classique au Cégep Garneau. L’École de ballet du Québec naîtra le 29 octobre 2019 lors d’une réorganisation territoriale plus grande en partenariat avec la ville de Beaupré. De plus, Le Centre Uriel a été le premier diffuseur officiel spécialisé en ballet classique de la ville de Québec. La Société de Ballet du Québec, fondée en 2012, se consacre à la promotion et au développement du ballet classique professionnel de renommée internationale au Québec et au Canada. Christiane Bélanger a cofondé, avec Jacques Marsa de l'Opéra de Paris, le concours international de ballet Concours International PETIPA en mai 2015, qui a été le premier concours international de ballet francophone en Amérique. Elle s’est dissociée de son cofondateur en novembre 2012 et a créé la Compétition Internationale de Ballet du Canada - Volet Québec qui prépare sa première en 2020. Elle a aussi créé l’École de mécanique corporelle du Québec pour aider les athlètes d’élite à améliorer leurs performances sportives en adaptant de la technique classique dans leur sport. L'École de ballet du Québec continue ses activités de formation professionnelle collégiale dans les murs de l'Université Laval et au Centre Uriel pour ses autres programmes en 2020.

## Danse contemporaine
La danse continue d’évoluer de nos jours[Quand ?] au Québec. Les institutions les plus célèbres sont Les Ballets Jazz de Montréal, les Grands Ballets canadiens de Montréal ainsi que la troupe de danse contemporaine La La La Human Steps, dirigée par le chorégraphe Édouard Lock et sa figure emblématique, la danseuse Louise Lecavalier. Peuvent être également cités Marie Chouinard, Benoît Lachambre, Ginette Laurin ainsi que la compagnie qu'elle a fondée O Vertigo, D et PPS Danse qui ont une projection internationale reconnue.
En 1996, le centre chorégraphique La Rotonde est fondé.
Il existe plusieurs salles de spectacle diffusant la danse contemporaine au Québec. À Montréal se retrouvent l'Agora de la danse, Danse-Cité, Tangente, les Maisons de la culture, le Montréal, arts interculturels, le Studio 303, le Théâtre La Chapelle, le théâtre Gésu, l’Usine C, la salle Pierre-Mercure, le théâtre Maisonneuve et plusieurs autres ; à Québec, La Rotonde, la coopérative Méduse ainsi que le Centre Uriel, diffuseur spécialisé en danse classique et ballet contemporain.